# Ramón Agüero
Ramón Arístides Agüero (Santo Domingo, 21 de diciembre de 1984) es un lanzador dominicano de ligas menores que pertenece a la organización de los Rangers de Texas. Está en el roster de 40 jugadores de los Rangers.
Agüero comenzó su carrera profesional en 2007 con los DSL Pirates, terminando con récord de 1-1 con una efectividad de 3.41 en ocho partidos (cuatro como abridor). Con los DSL Pirates nuevamente en 2008, terminó con récord de 5-2 con una efectividad de 2.26 en 16 partidos (13 como abridor), ponchando a 81 bateadores en 75 entradas y dos tercios de trabajo. Jugó para los State College Spikes en 2008, donde tuvo un récord de 1-10 con una efectividad de 6.75 en 15 partidos (10 como abridor). En 2009, jugó para tres equipos - West Virginia Power, Lynchburg Hillcats y Altoona Curve - terminado con un combinado de 2-4 con una efectividad de 3.86 en 39 partidos (tres como abridor). Jugó para los Bradenton Marauders y Altoona Curve en 2010, terminando con un récord de 2-5 combinado con una efectividad de 6.14 en 25 apariciones como relevista. El 31 de marzo de 2011, Agüero fue designado para asignación por Pittsburgh. El 8 de abril de 2011, Agüero fue reclamado en waivers por Texas.